# Kyphosoma pinosukense
Kyphosoma pinosukense är en insektsart som beskrevs av Sadao Takagi 1993. Kyphosoma pinosukense ingår i släktet Kyphosoma och familjen pansarsköldlöss. Inga underarter finns listade i Catalogue of Life.